# ترافيس ريان
ترافيس ريان (بالإنجليزية: Travis Ryan)‏ هو كاتب أغاني أمريكي، ولد في 3 أغسطس 1983 في سان كليمينتي في الولايات المتحدة.

## روابط خارجية
- ترافيس ريان على موقع IMDb (الإنجليزية)